# ۱۹۱ (قمری)
۱۹۱ (قمری)، صد و نود و یکمین سال در گاهشماری هجری قمری است. اول محرم این سال برابر با بیست و یکم نوامبر سال ۸۰۶ میلادی است.